# فلورنسا ك. موراي
فلورنسا ك. موراي (بالإنجليزية: Florence K. Murray) هي قاضية أمريكية، ولدت في 1916، وتوفيت في 28 مارس 2004 في نيوبورت في الولايات المتحدة.